# Lijst van baljuws van Zuid-Holland
Dit is een lijst van baljuws van Zuid-Holland. Het toenmalige baljuwschap Zuid-Holland komt niet overeen met de huidige Nederlandse provincie Zuid-Holland.
| Termijn      | Naam                             | Leven  |                                                                  |
| ------------ | -------------------------------- | ------ | ---------------------------------------------------------------- |
| 1252 - 1285  | Gillis van Voorschoten           |        |                                                                  |
| 1285 - 1290  | Willem Willemsz van Zierikzee    |        |                                                                  |
| 1290 - 1299  | Jan III van Renesse              |        | Heer van Renesse; later verbannen                                |
| 1299 - 1330  | Aloud                            |        | Door de Dordtenaren vermoord                                     |
| 1330 - 1336  | Jan van Sassenheim               |        |                                                                  |
| 1336 - 1348  | n.n. Quekel                      |        |                                                                  |
| 1341 - ??    | Herbaren van Riede               |        | Ridder, heer van Pendrecht                                       |
| 1348 - 1358  | Herbert van Riede                |        | Ridder                                                           |
| 1358 - ??    | Daniel van Toloysen              |        |                                                                  |
| 1359 - 1365? | Tielman Oem                      |        |                                                                  |
| 1365 - 1368  | Jan van Leyenberg                |        |                                                                  |
| 1368 - ??    | Dirk van Houweningen             |        | Ridder                                                           |
| ?? - 1384    | Herbert van Liesveld             |        | Ridder                                                           |
| 1393 - ??    | Arent van der Dussen             |        |                                                                  |
| 1384 - 1406  | Paulus van Haastrecht            |        |                                                                  |
| 1406 - 1414  | Philip van der Lek               |        | Bastaard; toen hij gevangen zat, nam Jan Venedam zijn plaats in. |
| 1414 - 1426  | Dirk van der Merwede             | - 1452 | Ridder, heer van Merwede, tevens baljuw van Geertruidenberg.     |
| 1426 – 1436  | Jan van Drongelen                |        | Heer van Eethen en Meeuwen (en Drongelen ?)                      |
| 1436 – 1440  | Hendrik van Liesveld             |        |                                                                  |
| 1440 – 1445  | Dirk van der Does                |        |                                                                  |
| 1445 – 1445  | Floris van Heemskerk             |        |                                                                  |
| 1445 – 1450  | Floris van der Dussen            |        |                                                                  |
| 1450 – 1459  | Floris Oom van Wijngaarden       |        |                                                                  |
| 1459 – 1468  | Jacob Pot                        |        |                                                                  |
| 1468 – 1470  | Willem Gillis Adriaansz Prijker  |        |                                                                  |
| 1470 – 1475  | Adriaan Jansz.                   |        |                                                                  |
| 1475 – 1481  | Daniel van Praat                 |        | Ridder, heer van Moerkerken en Merwede.                          |
| 1481 – 1488  | Witman Woutersz. van Zwijndrecht |        |                                                                  |
| 1488 – 1490  | Jacob Florisz Oom                | - 1508 | Ridder.                                                          |
| 1490 – 1517  | Dirk Oom                         |        | Ridder, broer van Jacob.                                         |
| 1517 – 1521  | Jan van Minnebeek                |        |                                                                  |
| 1521 – 1522  | Ysbrand van der Coulster         |        |                                                                  |
| 1522 – 1537  | Pieter N.N.                      | - 1540 |                                                                  |
| 1537 – 1559  | Jacob Jacobsz Quekel             |        |                                                                  |
| 1559 – 1574  | Joris van Linden, genaamd Mol    | - 1574 |                                                                  |
| 1574 – ??    | Jan van Drenkwaard               |        |                                                                  |
| ?? – 1581    | Willem van Zuilen van Nieveld    |        | Van wie geen oorkonde te vinden is.                              |
| 1581 – 1583  | Jan Adriaansz Wensen             |        |                                                                  |
| 1583 – 1592  | Jacob Muys                       |        |                                                                  |
| 1592 – ??    | Arnoud Muys van Holy             |        |                                                                  |

## Noot
1. ↑  Inscriptiones Van Buchel p. 221. Gearchiveerd op 24 september 2015.
2. ↑  Holl. leenkamer, Ons Voorgeslacht 1988 p. 23
3. ↑  Kloosters Marienkroon en Mariendonk te Heusden inv 32, 24-2-1353
4. ↑  Rekeningen graafschap Holland 1358-1361 en 1393-1396 p. 626
5. ↑  Rekeningen graafschap Holland 1358-1361 en 1393-1396 p. 419
6. ↑  Rekeningen graafschap Holland 1358-1361 en 1393-1396 p. 6